# Brassaiopsis glomerulata
Brassaiopsis glomerulata é uma espécie de Brassaiopsis.

## Sinônimos
- Acanthopanax esquirolii H.Lév.
- Aralia glomerulata Blume
- Brassaiopsis coriacea W.W.Sm.
- Brassaiopsis cyrtostyla (Miq.) Seem.
- Brassaiopsis floribunda Decne. & Planch.
- Brassaiopsis speciosa Decne. & Planch.
- Gastonia candollei Seem. [Invalid]
- Gastonia dentata Linden ex Seem. [Inválido]
- Gastonia longifolia Seem. [Invalid]
- Hedera floribunda Wall. ex G.Don [Ilegítimo]
- Hedera glomerulata (Blume) DC.
- Hedera wallichiana Steud.
- Macropanax cyrtostylus Miq.
- Macropanax glomerulatus (Blume) Miq.
- Panax digitatus Roxb.
- Paratropia floribunda K.Koch
- Schefflera thorelii R.Vig.